# Анфилогов, Всеволод Николаевич
Всеволод Николаевич Анфилогов (25 ноября 1938, Могоча, Читинская область — 29 октября 2023) — советский и русский минералог и геохимик, Заслуженный деятель науки РФ (1999), член-корреспондент РАН (2000).

## Биография
Родился 25 ноября 1938 года в городе Могоча Могочинского района Читинской области в семье геолога Николая Всеволодовича Анфилогова (1906—1968).
В 1961 году окончил Иркутский политехнический институт по специальности «Инженер-геолог».
С 1961 по 1971 годы работал в Институте геохимии имени А. П. Виноградова Сибирского отделения АН СССР (Иркутск), пройдя путь от старшего лаборанта до заведующего лабораторией экспериментальной геохимии.
В 1968 году защитил кандидатскую диссертацию.
С 1971 по 1986 годы работал в Институте геологии и геохимии имени А. Н. Заварицкого Уральского научного центра АН СССР (Свердловск) руководителем группы, заведующим лабораторией экспериментальной петрологии и рудогенеза.
В 1982 году защитил докторскую диссертацию.
В 1987 году назначен директором Ильменского государственного заповедника Уральского Отделения АН СССР (Миасс).
С 1988 по 2013 годы — директор Института минералогии Уральского отделения РАН (Миасс).
С 1998 года по совместительству заведовал кафедрой минералогии и геохимии Южно-Уральского государственного Университета (ЮУрГУ; филиал в г. Миассе).
В 2000 году ему было присвоено учёное звание профессора, и он был избран членом-корреспондентом РАН.

## Научная работа
Разработал теорию сокристаллизации изоморфных примесей в открытых системах, анионных равновесий, вязкости и электропроводности расплавов.
Обосновал теорию полимерных равновесий и методы расчета физико-химических свойств силикатных расплавов.
Основатель лидер научной школы «Строение и свойства магматических расплавов».
Инициатор создания на базе Института минералогии геологического факультета ЮУрГУ.
Автор более 200 печатных работ.
Участие в научно-организационной деятельности
- член комиссии по экспериментальной петрографии Всемирной минералогической организации
- член Научного совета по термодинамике геохимических процессов при отделении химических наук РАН
- член президиума Челябинского научного центра
- член Инновационного совета при полпреде Президента РФ по Уральскому федеральному округу.

## Награды и звания
- Заслуженный деятель науки Российской Федерации (1999)[4]
- Медаль имени А.Н. Заварицкого (УрО РАН, 22 июня 2023) — за цикл работ, посвященных строению и свойствам галогенидных расплавов, силикатных расплавов, формированию Земли и планет Солнечной системы